# Parafia Ewangelicko-Reformowana w Łodzi

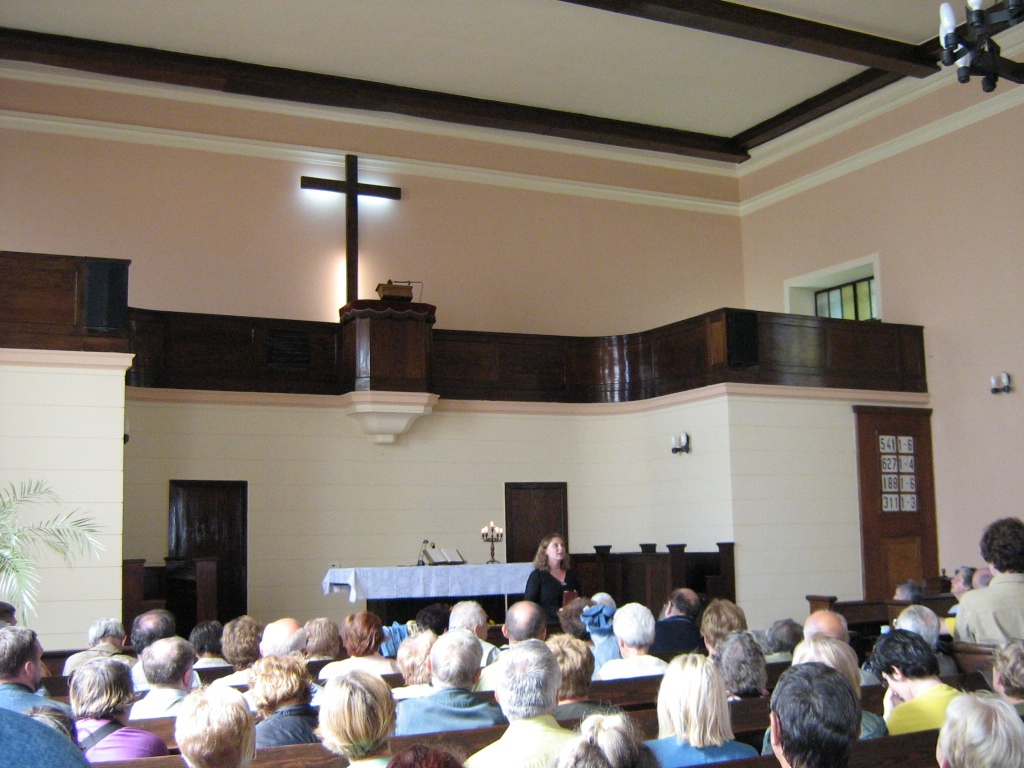
Wnętrze kościoła

Parafia Ewangelicko-Reformowana w Łodzi – łódzki zbór ewangelicko-reformowany, mieszczący się na skrzyżowaniu alej Politechniki i ulicy Radwańskiej, na Starym Polesiu w Łodzi, na terenie osiedla SIM Politechniczna. Proboszczem parafii jest pastor Semko Koroza.

## Historia
Pierwsi ewangelicy reformowani w okolicy Łodzi osiedli się w miejscowości Nowosolna, gdzie w 1849 roku powołano filiał parafii warszawskiej liczący około 53 osoby.
W samej notowani są już w 1828 - było ich wtedy 4 rodziny liczące 10 osób. Ich liczba powoli rosła: w 1847 roku było już 27 osób, w 1903 roku już 600 osób tego wyznania.
Parafia powstała w 1888 roku, skupiając mieszkańców Łodzi i okolic, będących pochodzenia polskiego, francuskiego, czeskiego (największa grupa) oraz niemieckiego (z Nowosolnej). W 1903 roku parafia pozyskała stałego duchownego, dzięki czemu nabożeństwa (po polsku i niemiecku) zaczęły odbywać się regularnie – czeska część zboru założyła swój własny, niezależny i do łódzkiej parafii należały 324 osoby.
Pierwsze plany budowy kościoła pochodzą z 1912 roku i projekty przedstawili Kazimierz Meisling, Władysław Marconi (sam ewangelik-reformowany) oraz Ignacy Stebelski.  I wojna światowa, a potem kryzys gospodarczy uniemożliwiły wybudowanie własnego kościoła. W 1922 roku zamieszkał na stałe w Łodzi pierwszy pastor, Ludwik Zaunar i pod jego energicznym przywództwem przystąpiono do planów budowy kościoła, według zupełnie nowego planu architektonicznego.

## Kościół
Świątynia została wzniesiona w latach 1928–1932, według projektu K. Janiszewskiego sporządzonego w 1924 roku. Jego architektura jest wzorowana na kościele ewangelicko-reformowanym w Wilnie (z 1830 roku) i Raśnie na Białorusi (z ok. 1835 roku). Fundusze na kościół pochodziły ze zbiórek wśród parafian (nie tylko łódzkiego zboru), ale także z darowizn łódzkiego magistratu i różnych firm, m.in. Elektrowni Łódzkiej i Pabianickich Zakładów Chemicznych. Plac pod budowę podarowała współwyznawczyni Jadwiga z Knollów Egueniuszowa Geyrowa.
Budynek zwraca uwagę klasycznym portykiem z sześcioma kolumnami. W latach 80. XX wieku przeprowadzono remont budynku kościelnego oraz jego otoczenia. Położono m.in. marmurową posadzkę i zainstalowano organy.

## Duchowni parafii w Łodzi
- 1888–1903 Fryderyk Jelen (administrator z Warszawy)
- 1903–1905 Władysław Semadeni (administrator z Żychlina)
- 1905–1910 Stefan Skierski (administrator z Warszawy)
- 1910–1918 Tomasz Tosio (administrator z litewskich Serejów)
- 1918–1922 Stefan Skierski (administrator z Warszawy)
- 1922–1936 Ludwik Zaunar (pierwszy miejscowy pastor)
- 1936–1941 Jerzy Jelen (duchowny wywieziony do Dachau)
- 1941–1945 kościół zamknięty
- 1945 Emil Jelinek (wyjechał do Czechosłowacji)
- 1945–1949 Kazimierz Ostachiewicz (repatriant z Wilna)
- 1949–1972 Jarosław Niewieczerzał
- 1972–1974 Zdzisław Tranda
- 1974–1989 Jerzy Stahl
- 1989–1991 Roman Lipiński
- 1991–1992 Marek Izdebski
- 1992–1995 Jerzy Stahl
- 2018-2022 wik. Michał Koktysz
- od 1992 Semko Koroza

Z parafii w Łodzi wywodzi się także troje duchownych ewangelicko-reformowanych pracujących za granicą:
- Kazimierz Bem (w Zjednoczonym Kościele Chrystusa w USA)[7]
- Jarosław Kubacki (w Kościele Mennonickim w Królestwie Niderlandów)[8][9]
- Julia Meason (w Kościele Szkocji w Wielkiej Brytanii)[10]

## Znani parafianie
- Eugeniusz Bodo – aktor
- Benedykt Bornstein – filozof
- Witold Brodziński – prawnik
- Wiesław Gerlicz – poseł na Sejm II RP
- Jadwiga z Knollów Geyerowa (1862-1940) – żona fabrykanta, patronka budowy kościoła[2]
- Adam Łysakowski – bibliotekarz
- Tomasz Piątek – pisarz i dziennikarz
- Witold Pogorzelski – matematyk
- Adam Próchnik – działacz społeczny
- Samuel Skierski – alpinista, rysownik, malarz
- Adolf Tochtermann – lekarz internista